# Sutton St Nicholas
Sutton St Nicholas är en by i civil parish Sutton, i grevskapet Herefordshire, i England. Byn är belägen 6 km från Hereford. Sutton St Nicholas var en civil parish fram till 1875 när blev den en del av Sutton. Parish hade 245 invånare år 1851.